# Harald Balslev
Harald Balslev (7. maj 1867 i Horne – 7. december 1952 i Sønderborg) var en dansk teolog, skolemand, forfatter og komponist.
Han blev cand. theol. 1892, var forstander for Ubberup Højskole fra 1913 til 1930.
Harald Balslev kommer fra en fynsk slægt, der har fostret mange præster, bl.a. hans far Rasmus Lauritz Balslev, og to biskopper (Carl Frederik Balslev og Lauritz Balslev). Han har skrevet nogle bøger, men han er nok mest kendt for melodien til Det lysner over agres felt med tekst af Ludvig Holstein. Han har i øvrigt skrevet en del sange og salmer.

## Bøger af Balslev
- Bog om Henry George
- Fra fynske Præstegaarde
- Carl Koch: hans Liv og hans Forfatterskab

## Musik
- Sange i Wikisource Arkiveret 7. maj 2007 hos  Wayback Machine
- Julen ringes ind
- Høstminde
- Otte Sange med let Klaverledsagelse
- Ti Sange med let Klaverledsagelse
- Nu kimer klokkerne sammen
- Bladet i bogen sig vender
- Elsk din næste du kristen sjæl
- Tak, Gud, for hver en glæde
- Lad os ud over engen gå
- Nu skinner sol i haver
- Det lysner over agres felt
- En gylden sommer gik

## Eksterne link og videre læsning
- Harald Balslev på gravsted.dk
- Materialer på Statsbiblioteket om og af Balslev Arkiveret 28. september 2007 hos  Wayback Machine
- Om Ubberup højskole Arkiveret 20. maj 2007 hos  Wayback Machine
- Bredsdorff, Margrete: Thomas Bredsdorff. Et udvalg af hans foredrag og artikler. Bidrag til en levnedsskildring af Harald Balslev. 1923.